# Audun Boysen
Audun Boysen (Bjarkøy, 10 maggio 1929 – Oslo, 2 marzo 2000) è stato un mezzofondista norvegese.

## Palmarès
| Anno | Manifestazione  | Sede      | Evento       | Risultato  | Prestazione | Note |
| ---- | --------------- | --------- | ------------ | ---------- | ----------- | ---- |
| 1950 | Europei         | Bruxelles | 800 m piani  | 5º         | 1'51"4      |      |
| 1952 | Giochi olimpici | Helsinki  | 800 m piani  | Semifinale | 1'50"4      |      |
| 1952 | Giochi olimpici | Helsinki  | 1500 m piani | 11º        | 3'51"4      |      |
| 1954 | Europei         | Berna     | 800 m piani  | Bronzo     | 1'47"4      |      |
| 1956 | Giochi olimpici | Melbourne | 800 m piani  | Bronzo     | 1'48"1      |      |
| 1958 | Europei         | Stoccolma | 800 m piani  | Argento    | 1'47"9      |      |